# Pietro Gravina
Pietro Gravina, italijanski rimskokatoliški duhovnik, škof in kardinal, * 16. december 1749, Montevago, † 6. december 1830.

## Življenjepis
7. aprila 1792 je prejel duhovniško posvečenje.
12. septembra 1794 je bil imenovan za naslovnega nadškofa Nicaea, 14. septembra je prejel škofovsko posvečenje in 16. septembra 1794 je bil imenovan za apostolskega nuncija v Švici.
1. marca 1803 je bil imenovan za apostolskega nuncija v Španiji.
8. marca 1816 je bil povzdignjen v kardinala in imenovan za kardina-duhovnika S. Lorenzo in Panisperna.
23. septembra 1816 je bil imenovan za nadškofa Palerma.